# Medidas de dispersión

Ejemplo de muestras de dos poblaciones con la misma media pero diferente dispersión media. La población azul está mucho más dispersa que la población roja.

En estadística, las medidas de dispersión (también llamadas variabilidad, dispersión o propagación) es el grado en que una distribución se estira o se comprime. Ejemplos comunes de medidas de dispersión estadística son la varianza, la desviación estándar y el rango intercuartil.
Las medidas de dispersión se contrastan con la ubicación o la tendencia central, y juntas son las propiedades más utilizadas de las distribuciones.

## Medidas
Una medida de dispersión estadística es un número real no negativo que es cero si todos los datos son iguales y aumenta a medida que los datos se vuelven más diversos.
La mayoría de las medidas de dispersión tienen las mismas unidades que la cantidad que se mide. En otras palabras, si las medidas están en metros o segundos, también lo es la medida de dispersión. Los ejemplos de medidas de dispersión incluyen:
- Desviación Estándar
- Rango intercuartil (IQR)
- Rango
- Diferencia absoluta media (también conocida como diferencia absoluta media de Gini)
- Mediana desviación absoluta (MDA)
- Desviación media absoluta (o simplemente llamada desviación media)
- Desviación estándar de distancia

Estos se usan con frecuencia (junto con factores de escala) como estimadores de parámetros de escala, en cuya capacidad se denominan estimaciones de escala. Las medidas de escala robustas no se ven afectadas por un pequeño número de valores atípicos, e incluyen el IQR y el MAD.
Todas las medidas anteriores de dispersión estadística tienen la propiedad útil de que son invariantes de ubicación y de escala lineal. Esto significa que si una variable aleatoria X tiene una dispersión de SX, entonces una transformación lineal Y = aX + b para real a y b debería tener una dispersión SY = | a | SX, donde | a | es el valor absoluto de a, es decir, ignora un signo negativo anterior.
Otras medidas de dispersión son adimensionales. En otras palabras, no tienen unidades, incluso si la variable en sí tiene unidades. Éstos incluyen:
- Coeficiente de variación
- Coeficiente de dispersión cuartil
- Diferencia media relativa, igual al doble del Coeficiente de Gini
- Entropía: mientras que la entropía de una variable discreta es invariante de ubicación e independiente de la escala, y por lo tanto no es una medida de dispersión en el sentido anterior, la entropía de una variable continua es invariante de ubicación y escala aditiva: si Hz es la entropía de variable continua z e y = ax + b, luego Hy = Hx + log (a).

Existen otras medidas de dispersión:
- Varianza (el cuadrado de la desviación estándar): invariante de ubicación pero no lineal en escala.
- Relación de varianza a media: se utiliza principalmente para los datos de conteo cuando se usa el término coeficiente de dispersión y cuando esta relación no tiene dimensiones, ya que los datos de conteo son adimensionales, de lo contrario.

Algunas medidas de dispersión tienen fines especializados, entre ellos la varianza de Allan y la varianza de Hadamard.
Para las variables categóricas, es menos común medir la dispersión por un solo número; ver variación cualitativa. Una medida que lo hace es la entropía discreta.

## Un orden parcial de dispersión
Una extensión de preservación de la media (MPS) es un cambio de una distribución de probabilidad A a otra distribución de probabilidad B, donde B se forma al extender una o más porciones de la función de densidad de probabilidad de A mientras se deja la media (el valor esperado) sin cambios. El concepto de una distribución de preservación de la media proporciona un ordenamiento parcial de las distribuciones de probabilidad de acuerdo con sus dispersiones: de dos distribuciones de probabilidad, una puede clasificarse como que tiene más dispersión que la otra, o alternativamente ninguna puede clasificarse como que tiene más dispersión.